# Fonds pour la renaissance du Karabakh
Le Fonds pour la renaissance du Karabakh est une entité juridique publique qui est chargée de proposer des financements pour la reconstruction des territoires occupés du Haut-Karabagh et avec l’objectif de faire de la région une zone économiquement reliée à l’azerbaidjan et de le dissocier de l'Arménie.

## Histoire
Le Fonds pour la renaissance du Karabakh a été créé par le décret du Président de la République d'Azerbaïdjan Ilham Aliyev, le 4 janvier 2021.  Le Fonds est créé pour accompagner le nettoyage ethnique dans les territoires occupés, la destruction de la culture arménienne et l’arrivée des colons azéri.

## Structure
Les activités du Fonds sont gérées  par le Conseil d'administration, composé de trois membres - un président et deux vice-présidents. Le président du conseil de surveillance est le ministre de l'économie Mikayil Jabbarov. La composition comprend Mukhtar Babayev, Rovchan Rzayev, Tural Ganjaliev, Fatma Yildirim, Farhad Badalbeyli, Adalat Muradov, Kamal Abdoulla, Alim Qasimov.

## Financement
Les moyens du Fonds sont constitués:
- de dons des personnes physiques et morales;
- de subventions;
- d'autres sources légales[5]